# Động đất ngoài khơi Quần đảo Nansei 2010
Động đất ngoài khơi Quần đảo Nansei 2010 (沖縄本島近海地震) là trận động đất xảy ra vào lúc 5:31 (JST), ngày 27 tháng 2 năm 2010. Trận động đất có cường độ 7.2 richter, tâm chấn độ sâu khoảng 37 km. Trận động đất đã tạo ra cơn sóng thần 10 cm tại Nanjō, Okinawa. Hậu quả trận động đất chỉ làm hai người bị thương.